# Пандора (интернет радио)
Пандора интернет радио представља музички стриминг и аутоматизовани сервис за препоруку музике који служи као заштитник пројекта музичког генома. У власништву је Пандора Медија Инц.(Pandora media Inc.). Пандора интернет радио је тренутно доступан само у малом броју земаља као што су Сједињене Америчке Државе , Аустралија и Нови Зеланд. Основали су га 2000. године Will Glaser, Jon Kraft и Tim Westergren.

### Како ради Пандора Радио
Пандора интернет радио пушта музику на основу претходно изабране музике од стране корисника и на основу корисниковог избора извођача. Након одслушавања песме корисник може да да позититивну или негативну оцену на одслушану песму, што се узима у обзир при селекцији наредних песама. Преко 400 различитих артибута се узима у обзир када се селектује наредна песма. Ових 400 атрибута се комбинују у веће групе које се називају фокус особине. Постоји 2.000 фокус особина, као што су ритам, кључни тоналитет, вокална хармонија и још много њих. Сервис омогућава и куповину песама уз помоћ различитих онлајн продавница музике. Такође постоје и два плана претплате: бесплатна која подразумева приказивање мноштва реклама које представљају главни извор финансирања и претплата на бази хонорара, без реклама. Већина корисника из очигледни финансијских разлога користи бесплатну претплату.

### Чињенице
У мају 2010. године, Пандора радио се нашао на листи најперспективнијих фирми Сан Франциска коју је избацила фирма lead411. 15. јуна 2011. године фирма излази на берзу са почетном ценом акција од 16 долара по акцији, по чему је фирма процењена на 2,6 милијарди доалара. Када је први пут изашла на берзу Пандора радио је имао 800.000 песама извођених од стране 80.000 уметника у својој библиотеци и 80 милиона корисника. Данас се та цифра повећала на преко милион песама и преко 250 милиона корисника. Иако је најпопуларнији радио у Сједињеним Америчким Државама, Пандора радио не бележи велике приходе, чак су у неким финансијским годинама бележили губитке.

## Историјат
Оснивачи Пандора радиа Will Glaser, Jon kraft и Tim Westergren су 2000. године основали Savage Beast Technologies која 2004. године мења име у Пандора медија. Те исте године Will Glaser уз музички допринос Timа Westergrenа започиње пројекат музичког генома (Music Genom Project). Основна идеја овог пројекта је стварање персонализоване радио станице, на којој ће се пуштати музика која одговара баш том кориснику. Да би се то могло постићи, они су креирали 400 спецификација за сваку песму, на основу којих се песме са сличним карактеристикама препоручују слушаоцима.
У почетку, компанија се бавила лиценцирањем ове технологије за друге друге компаније као што су: Best Buy, Barnes & Noble, Tower Records и други. Компанија је на почетку јако лоше пословала, па је због немогућности постизања профита скоро и угашена. 2004. године компанија се враћа на своју почетну визију, прављења персонализоване радио станице и мења своје име у Пандора Медија. Након мноштва инвестиција компанија излази на берзу у Јуну 2011. године.
- У априлу 2013. године Пандора објављује да је њихов сервис премашио 200 милиона корисника, од којих је око 70 милиона активно сваког месеца.

- У јуну 2013. године компанија објављује да ће купити радио станицу KXMZ из Rapid City-ја чиме проширују своје пословање и на конвенционалне радио станице.[4]
- У септембру 2013. пандора је започела и своју прву јутарњу емисију која се може слушати на захтев.
- У будућности Пандора планира да развије сервисе који ће корисницима омогућити да затраже тренутно пуштање жељених песама.

## Бизнис модел
Пандора радио се одлучио да буде кориснички оријентисан сервис за откривање музике. Већина њихових прихода долази од реклама. Пандора развија своју стратегију у таковом смеру да њихов сервис не зависи од уређаја на ком се користи као ни од места на ком се налазите. Пандора сарађује са произвођачима система у чиповима како би уградили своју технологију на чипове које продају произвођачима потрошачке електронике широм света као што су: Samsung, Sony и Panasonic.
Пандорина структура трошења је крајње промењива, највећа потрошња од око 50% иде на нававку музичког садржаја за које морају да плаћају самим извођачима, различитим фирмама за лиценце, као и наканаду коју морају да плаћају фирми Rovi за информације о песмама и извођачима. Највећи део ових трошкова одлази на плаћање садрзаја извођачима и извођачким кућама, које наплаћује фирма SoundExchange у њихово име. Пандорина операциона моћ није нарочито велика због веома промењиве структуре потрошње.

## Коришћење Пандора радиа

### Пандора радио плејер
Пандорин медија плејер заснован је на OpenLaszlo Архивирано на веб-сајту  (16. март 2008) платформи, која представља платформу отвореног кода која служи за развој и приказивање интернет апликација. Пандори се може приступити и путем многих стриминг уређаја, као што је Roku, Reciva Архивирано на веб-сајту  (30. мај 2014) – базираним радио станицама. 11. јула 2008 , Пандора је лансирала и мобилну верзију свог софтвера за Apple уређаје као сто су: iPhone, iPad и iPod Touch. Пандора је такође доступна и на другим оперативним системима за мобилне телефоне, као сто су Windows Phone, Android телефонима и BlackBerry платформама.

### Избор песама
Слушаоци могу да слушају претходно направљене станице одређеног жанра, на станице које су направили други корисници или да креирају сопствену радио станицу на основу њиховог музичког укуса. Свака одслушана песма може бити оцењена као добра или лоша, чиме се одлучује да ли ће она и песме сличног жанра и карактеристика бити пуштане поново. Две негативне оцене за итог извођача ће блокирати пуштање његових песама на тој станици, осим ако корисник није дао позитивну оцену том извођачу неком другом приликом. Негативном оценом тренутне песме одмах заустављате њено пуштање. Ако превише користите опцију негативног оцењивања или прескакања песама, та опција це вам бити забрањена за коришћење неко време. Између сваких пар песама, Пандора ће вам убацити и пра реклама, које им представљају главни извор прихода.
Мени за песме омогућава кориснику избор између пар опција као сто су: Уморан сам од ове песме (I’m tired of this song), која привремено уклања песму са радио станице, Засто је ова песма селектована (Why was this song selected?¬), која омогућава кориснику да научи више о начину селектовања песама и њиховим композицијама. У менију се такође налазе и опције за прављење нове станице (New Statio), стављање станице у фаворите (Bookmark) и дугме за куповину песме које вас пребацује на куповину те песме са Itunes-a или Amazona-a.
У подешавањима сваког корисника постоји подешавање за пуштање одређеног текста песме, да ли корисник жели да слуса песме са одређеним текстом или не.

## Пандора на мобилним уређајима
Пандора је доступна на Google-овом Android OS-у за мобилне телефоне као и за таблет уређаје, на Apple iOS уређајима који су регистровани у САД, Аустралији или Новом Зеланду. Пандора је доступна и на Windows Mobile платформи, али само на одређеним уређајима. Пандора је такође доступна и на BlackBerry телефонима.
Због повећања трошкова у жељи да више корисника почне да користи плаћене а не бесплатне налоге и тако повећа профит, Пандора крајем фебруара 2013 године уводи лимит од 40 сати слусања музике мезечно на мобилним телефонима. 1. септемпра исте године, тај лимит је укинут, па је Пандора била опет доступна за неограничено слушање музике свима.